# بندیکت هشتم

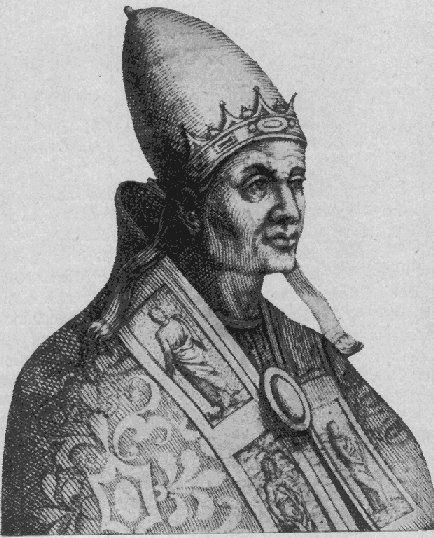

پاپ بندیکت هشتم (به انگلیسی: Benedict VIII) یکی از پاپ‌های کلیسای کاتولیک رم بود که در رم به دنیا آمد و از ۱۰۱۲ تا ۱۰۲۴ میلادی پاپ بود.